# Santo Tomás la Concordia
Santo Tomás la Concordia är en ort i Mexiko.   Den ligger i kommunen Natívitas och delstaten Tlaxcala, i den sydöstra delen av landet, 90 km öster om huvudstaden Mexico City. Santo Tomás la Concordia ligger 2 199 meter över havet och antalet invånare är 2 798.
Terrängen runt Santo Tomás la Concordia är en högslätt. Runt Santo Tomás la Concordia är det tätbefolkat, med 709 invånare per kvadratkilometer. Närmaste större samhälle är Cholula, 18,4 km söder om Santo Tomás la Concordia. Omgivningarna runt Santo Tomás la Concordia är en mosaik av jordbruksmark och naturlig växtlighet.